# Городилово (Орловская область)
Городи́лово — село в составе Глубковского сельского поселения Новосильского района Орловской области России.

## Название
Название получено от фамилии Городилов; скорее всего служилого человека, получившего надел земли (жеребей) в этих местах.

## География
Расположено на правом берегу в излучине реки Зуши в 17 км от райцентра Новосиля, в 8 км от сельского административного центра Чулково.

## История
Деревня Городилово упоминается в ДКНУ (Дозорной книге Новосильского уезда) за 1614—1615 гг., где записано «Пустошь, что была деревня, Городилова, на реке на Зуше. А в ней пятнадцать мест дворовых пустых, …». Заселена была служилыми людьми — казаками. Деревня разрасталась и напротив, через реку образовалось новое небольшое поселение — Городиловские выселки (Хапово [Хаповка]) (в наст. вр. [2017] относится к Мценскому району). Деревня с селом Глубки до 1764 года принадлежала Московскому Донскому ставропигиальному мужскому монастырю. Относилась к Глубковскому приходу церкви Казанской Божьей Матери. С 1892 года имелась церковно-приходская школа.

## Население
| 1857 | 1915 | 2010 |
| ---- | ---- | ---- |
| 829  | ↘747 | ↘5   |